# Heribert Maria Nobis
Heribert Maria Nobis (* 11. Mai 1924 in Köln; † 6. Februar 2017 in Ebersberg, Bayern) war ein deutscher Wissenschaftshistoriker und Herausgeber der Nicolaus Copernicus Gesamtausgabe.
Nobis wurde Anfang der 1970er-Jahre mit der Herausgabe einer historisch-kritischen Ausgabe der Werke des Nikolaus Kopernikus beauftragt und erhielt dafür einen Arbeitsplatz im Deutschen Museum in München. Nach dem Erscheinen des ersten Bandes 1974 und des zweiten Bandes 1984 wurden in den 1990er Jahren weitere vier und nach dem Jahre 2000 nochmals drei Bände veröffentlicht.

## Veröffentlichungen (Auswahl)
- Werk und Wirkung von Copernicus als Gegenstand der Wissenschaftsgeschichte: Methodologische Bemerkungen zur Copernicus-Forschung, in: Sudhoffs Archiv, Bd. 61, H. 2 (1977 2. QUARTAL), pp. 118–143.